# Julián Bautista
Julián Bautista Cachaza (Madrid, 21 avril 1901 - Buenos Aires, 8 juillet 1961) est un compositeur et chef d'orchestre espagnol exilé en Argentine, où il a vécu de 1940 jusqu'à son décès en 1961.

## Biographie
Julián Bautista est né à Madrid le 21 avril 1901. Son père, Julián Bautista Schwartz, est né à Santa Cruz de Tenerife et sa mère Ventura Cachaza Vasquez est née à Madrid. Julián a appris le solfège à 7 ans et a commencé a étudier le piano à 11 ans. À 14 ans, il a étudié la composition au Conservatoire royal supérieur de musique de Madrid. Son professeur de composition était Conrado del Campo. À 19 ans, il compose le drame lyrique Interior, sur un livret de Maurice Maeterlinck. En quatre ans, il a remporté à deux reprises le prix de composition (1923 et 1926). Son ballet Juerga (1929) et l'Obertura para una Opera Grotesca (1932) connaissent un grand succès.
Il était l'un des membres du Groupe des Huit composé de Salvador Bacarisse, Fernando Remacha, Juan José Mantecón, Gustavo Pittaluga, Rosa García Ascot, Ernesto Halffter et Rodolfo Halffter. Ce groupe s'était constitué avec des ambitions de renouvellement pour s'opposer à l'ambiance très conservatrice qui régnait à cette époque.
En 1935, il a fini d'écrire le livre « Estudio crítico comparado de los tratados de armonía, desde Jean-Philippe Rameau (1683-1764) hasta nuestros días ».
En juillet 1936, il est nommé par le Ministère de l'Instruction Publique et des Beaux Arts d'Espagne, professeur d'harmonie au Conservatoire Supérieur de Musique de Madrid. Le 7 novembre 1936, les premières bombes tombent sur Madrid.
Le 24 juin 1937, le ministère de l'Instruction publique et de la Santé ordonne la création d'un Conseil central de la musique, dépendant de la Direction générale des Beaux-Arts, et nomme Julián Bautista en tant que membre dudit Conseil. En juillet 1937, il s'installe à Valence pour faire partie du Conseil central de la musique récemment créé. Il a été l'un des collaborateurs les plus fervents et les plus dévoués du travail entrepris par le Gouvernement de la République en matière d'activités musicales. Cet organisme  a créé l'Orchestre National de Concerts, la publication de la revue la Música  et les éditions musicales de la Direction générale des beaux-arts.
Comme de nombreux artistes espagnols, il s'exile en raison de la dictature de Francisco Franco, après la chute de la République. Après avoir passé une saison en France et en Belgique, à 39 ans, il s'installe définitivement à Buenos Aires (Argentine), en 1940.
Il a composé des œuvres chorales (comme El Cantar del Mío Cid, de 1947), ainsi que des pièces pour piano seul, des œuvres de musique de chambre, des chansons, de la musique de film et deux symphonies (1956 et 1957). Il décède à Buenos Aires le 8 juillet 1961.

## Œuvres

### Musique classique
| - Sonata para Piano y Violín, 1918–20 (détruite par l'auteur) - Cuarteto para cuerdas, 1918–20 (détruit par l'auteur) - Canciones sobre Poesías de Bécquer, 1918–20 (détruites par l'auteur) - Dos Impresiones Sinfónicas, 1918–20 (détruites par l'auteur) - Interior, op. 1 un drame lyrique sur un texte de Maurice Maeterlinck, 1920, traduction der Gregorio Martinez Sierra (perdu). - La Flûte de Jade, op. 2 1921, Trois chansons pour soprano, piano, et orquestre, sur des poésies chinoises. Traduction de Franz Toussaint. - 1) Yo me paseaba... (Je me promenais...) - 2) Después que ella se fue...(Depuis qu’elle est partie...) - 3) Mi amiga. (Mon amie) - Dos Canciones op. 3, 1921, Deux chansons pour soprano, piano, et orquestre, sur des textes de Gregorio Martinez Sierra. - 1) El alma tenía los ojos verdes. - 2) Villancico de las madres que tienen a sus hijos en brazos. - Juerga (d'où est tirée avec des révisions, la Suite de Danzas), op. 4, 1921, Ballet-Pantomime, créé à l'Opéra Comique de Paris en 1929 - Colores, op. 5, 1921–22, pour piano (1 - Blanco, 2 Violeta, 3 - Negro, 4 - Amarillo, 5 - Azul, 6 - Rojo) - Primer Cuarteto de Cuerdas op. 6, 1922–23 (perdu) - Sonatina-Trío, op. 7, 1924, pour violon, alto, violoncelle, (Preludio (Allegretto - Larghetto- Minuetto, moderato ma non troppo - Finale, allegro deciso), créée par le “Cuarteto Rafael” - Segundo Cuarteto de Cuerdas, op. 8, 1926 (Allegro - Lento - Scherzo - Final) - Tres Preludios Japoneses, op. 9, 1927, pour orchestre de chambre et grand orchestre (A una laca - A una estampa - A un tibor) - Preludio y Danza, op. 10, 1928, pour guitare (une version pour piano) - Suite all'Antica, op. 11, 1932, révisée en 1933, pour orchestre de chambre (Obertura / allegro-giusto - Adagietto - Rigodón- Finale (Rondó)), créée au Teatro Español par l'Orquesta Filarmónica. - Obertura para una Opera Grotesca, op. 12, 1932 (Allegro deciso - Andante - Allegro giusto), créée à Madrid en 1932 par l'Orquesta Sinfónica de Madrid, dirigé par Enrique Fernández Arbós. Créée en Argentine le 17 juin 1952 au Teatro Gran Rex, par la Orquesta Sinfónica de la Ciudad de Buenos Aires, sous la direction de Manuel Rosenthal. - Estrambote, 1933, la dernière d'un ensemble de six pièces écrites en hommage à Enrique Fernández Arbés, - Primera Sonata concertata a Quattro, op. 13, 1933–34 (perdue) - Sonata a Tres, 1934–36 (perdu) - Concierto para Piano y Orquesta, 1934–36 (perdu) - Don Perlimpín, 1934–36, Opéra sur un livret de Federico García Lorca (perdu) - Tres Ciudades, op. 14, 1937, pour contralto (ou mezzo-soprano), piano (ou orquestre). Sur des poésies de Federico García Lorca (1) Malagueña, 2) Barrio de Córdoba (Tópico Nocturno), 3) Baile (Sevilla)) - Camino de la Felicidad, 1937–38, Illustrations musicales sur des textes de Gregorio Martinez Sierra - Seconda Sonata concertata a Quattro, op. 15, 1938–39, pour quatuor avec piano (Allegro assai - Andante sostenuto- Presto (Allegro deciso)), créé le 8 février 1939, au Palais des Beaux Arts de Bruxelles - Fantasía Española, op. 17, 1945, pour clarinette et orchestre, créée à Buenos Aires en 1954. - Catro Poemas Galegos, op. 18, 1946, pour soprano, flûte, hautbois, clarinette, alto, violoncelle et harpe (María Pita - O Touro na proba d’Obispo Adaulfo - A Ruy Xordo - María Balteira) pour illustrer les gravures sur bois du peintre Luis Seoane. Création à Amsterdam, juin 1948. - Sinfonía breve, op. 19, 1956, pour orcAllegro, Allegro Risolutohestre (Allegro (bien rítmico) - Andante (Moderato assai ed espressivo) - Allegro al Rondo (vivace)). - Romance del Rey Don Rodrigo, op.20, 1956, pour chœur a capella mixte, avec deux solistes féminines. - 1) Imprecación (“Madre España...”) Allegro assai ed energico - 2) La profecía (“Los vientos eran contrarios...”) Andante - 3) Imprecación (“¡Ay de ti, Madre España...!”) Allegro - 4) La carta (“Cartas escribe la Cava...”) Allegro rítmico - 5) Imprecación (“¡Ay de ti, Madre España...”) Allegro - 6) La traición (“En Ceupta está Julián...”) Mosso assai e ben ritmico - Segunda Sinfonía "Ricordiana", op.21, 1957 (1°) Allegro, Allegro Risoluto, 2°) Andante moderato - vivacissimo, 3°) Allegro giusto). Créée le 22 septembre 1958 au Teatro Colón de Buenos Aires, par l'Orquesta Sinfónica Nacional, dirigé par le Maestro Juan José Castro. - Tercer Cuarteto de Cuerdas, op.22, 1958, (Moderato Assai e sostenuto - Allegro giusto - Lento non troppo - Allegro molto deciso). Créé le 17 octobre 1958, au Teatro Cómico de Buenos Aires, interprété paor le Cuarteto Acedo. |

### Autres œuvres
- Ay, Palomita, tango pour voix et piano.
- La Dama Duende, suite symphonique pour orchestre et chœur mixte, utilisant la musique du film portant le même nom.
- Danzas populares argentinas pour piano.

### Pièces musicales pour le cinéma et le théâtre
- 12 Fox Trot, para pequeña banda de jazz con piano.
- Canción y Danza, para soprano y orquesta (1942)
- Canzoneta, para acordeón, guitarra, percusión, violines, violoncello, contrabajo, canto y piano.
- Fiesta, para coro mixto y cuerdas.
- La Guarda Cuidadosa, para un homenaje a Cervantes. (1947)
- Minuetto, para varios instrumentos sin especificar.
- Pavana, para piano
- Sevillanas, para canto y piano o guitarra.
- El Viejo Celoso, ("Baile y cantos finales"), para coro mixto, flauta, viola, guitarras y clavecín.(1947)

## Musiques de film
- La dama del millón (es)  (1956)
- Bacará (en)  (1955)
- Pájaros de cristal (en)  (1955)
- El Cura Lorenzoo  (1954)
- Le Calvaire d'une courtisane  (1953)
- Armiño negro (es)  (1953)
- Un ángel sin pudor (es)  (1953)
- Deshonra (en)  (1952)
- No abras nunca esa puerta  (1952)
- Si muero antes de despertar (es)  (1952)
- El pendiente (es)  (1951)
- Café Cantante (en) (1951)
- Los árboles mueren de pie (es)  (1951)
- Suburbio (es)  (1951)
- La barca sin pescador (es)  (1950)
- Apenas un delincuente (es)  (1949)
- Fascinación (en)  (1949)
- María de los Ángeles (es)  (1948)
- Por ellos... todo (es)  (1948)
- Mirad los lirios del campo (es) (1947)
- 'Inspiración (es)  (1946)
- El gran amor de Bécquer (es)  (1946)
- La dama duende (es)  (1945)
- Allá en el setenta y tantos  (1945)
- La fruta mordida (1945)
- Cuando la primavera se equivoca (es) (1944)
- Nuestra Natacha (es) (1944)
- Un atardecer de amor (es) (1943)
- 'Casa de muñecas (es) (1943)
- Los hombres las prefieren viudas (es) (1943)
- Cuando florezca el naranjo (es) (1943)
- Ceniza al viento (es) (1942)
- Sinfonía argentina (es) (1942)
- Concierto de almas (es) (1942)
- Mi cielo de Andalucía (es) (1942)
- Tú eres la paz (es)  (1942)
- La maestrita de los obreros (es) (1942)
- Canción de cuna (es) (1941)
- L'Ensorcellement de Séville (1931)

## Musique pour le théâtre et les courts métrages
- La carroza del virrey, musique pour l'œuvre théâtrale de Prosper Mérimée, (1956).
- Doña Inés de Portugal, commentaires musicaux pour la comédie dramatique de Alejandro Casona, (1955).
- La fruta mordida, partition pour orchestre, (1945).
- Historia de un cuadro, corto sobre la pintura de Pridiliano Pueyrredón.
- Pupila al viento, avec les "palabras rítmicas" de Rafael Alberti, (1949).
- La molinera de Arcos, pour l'œuvre théâtrale de Alejandro Casona, (1947).

## Prix
- 1923, Prix national de musique, pour le premier quatuor à cordes, op. 6.
- 1926, Prix national de musique, pour le second quatuor à cordes, op. 8.
- 1933, Concurso Internacional, pour la Obertura para una ópera grotesca, op. 12.
- 1938, Concurso Internacional, pour la Seconda Sonata Concertata a Quattro op. 15.
- 1958, Concurso Interamericano, pour le troisième quatuor à cordes, op. 22.
- 1958, Concurso Latinoamericano, pour la Segunda Sinfonía Ricordiana op. 21.

L'Academia de Artes y Ciencias Cinematográficas d'Argentine lui a  attribué le prix Cóndor Académico pour la meilleure partition musicale originale pour les films suivants :
- 1943 pour Cuando florezca el naranjo
- 1944 pour Cuando la primavera se equivoca
- 1947 pour Mirad los lirios del campo
- 1950 pour La barca sin pescador

## Bibliographíe
- "Bautista Cachaza, Julián" dans (es) Casares Rodicio, Emilio, Diccionario de la Música Española e Hispanoamericana, t. 2, Madrid, SGAE, 1999-2002, 946 p. (ISBN 9788480483094, BNF 37582802), p. 301-309.
- (es) Jorge de Persia, Julián Bautista (1901-1961) : Archivo personal. Inventario, Biblioteca Nacional, coll. « Colecciones singulares de la Biblioteca Nacional », 2004, 172 p. (ISBN 84-88699-73-5).
- (es) Gilbert Chase (trad. Jaime Pahissa Santos), La música de España, coll. « Numen », 1943, 410 p..
- (es) Constante Abolsky, Julián Bautista. Contribución al estudio de su último período creador